# Ernst Veenemans

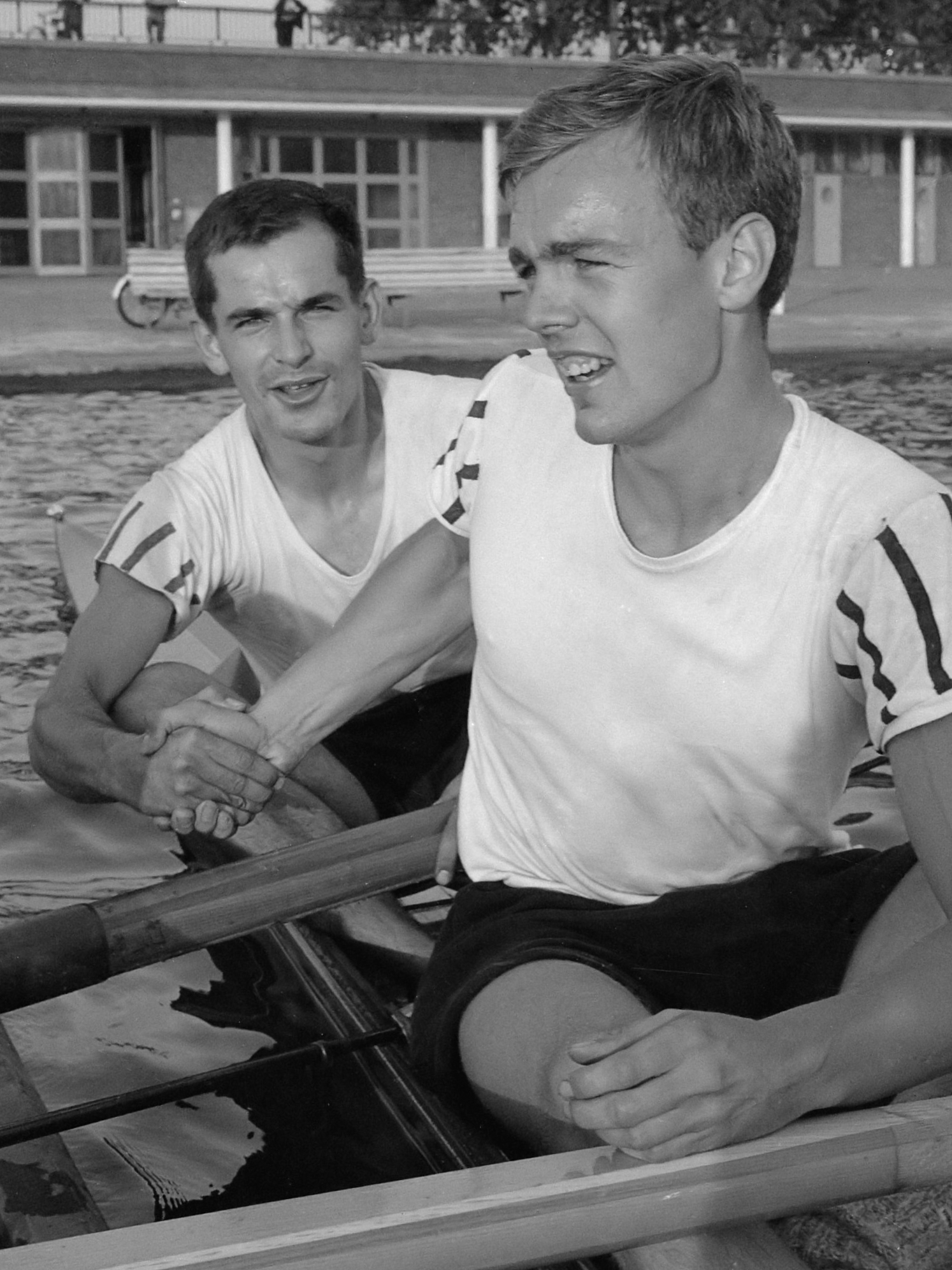
Ernst Veenemans (vorn) und Steven Blaisse bei den niederländischen Meisterschaften 1964

Ernst Willem Veenemans (* 18. März 1940 in Haarlem; † 2. Oktober 2017 in Laren) war ein niederländischer Ruderer.
Der 1,84 m große Ernst Veenemans vom Ruderclub Nereus Amsterdam bildete zusammen mit Steven Blaisse einen Zweier ohne Steuermann. Bei den Olympischen Spielen 1960 schieden die beiden im Hoffnungslauf aus. 1961 gewannen sie die Bronzemedaille bei den Europameisterschaften in Prag hinter dem deutschen und dem finnischen Boot.
1964 fanden die Europameisterschaften auf der Bosbaan in Amsterdam statt. Veenemans und Blaisse siegten vor heimischem Publikum vor dem deutschen und dem dänischen Zweier. Auch bei den Olympischen Spielen 1964 erwiesen sich die beiden als stärkstes europäisches Team, hinter den Kanadiern George Hungerford und Roger Jackson erhielten Veenemans und Blaisse die Silbermedaille vor dem deutschen Zweier.